# Pesem Evrovizije 1995
Pesem Evrovizije 1995 je bila 40. izbor za Pesem Evrovizije zapovrstjo in je potekala 13. maja 1995 v dvorani Point Theatre v Dublinu na Irskem. Zmagovalka pesmi je bila Norveška, ki jo je zastopal ženski pevski duet Secret Garden s skladbo Nocturne. Zmagovalna pesem je prejela skupno 148 točk. Slovenija  je s pesmijo Darje Švajger Prisluhni mi zasedla 7. mesto.
Nastopila sta tudi dva irska zmagovalca preteklih let, Dana, ki je bila prva zmagovalka Irske na Evroviziji s pesmijo All Kinds of Everything v letu 1970 in Johnny Logan, ki je Irski prinesel pred tem že dve zmagi (prvo s pesmijo What's Another Year v letu 1980, drugo pa s pesmijo Hold Me Now leta Pesem Evrovizije 1987). Logan je tudi avtor pesmi Why Me?, ki jo je leta 1992 zapela Linda Martin ter prav tako zmagala. 

## Rezultati
| #  | Država               | Jezik             | Izvajalec                      | Pesem                          | Prevod                       | Mesto | Točke |
| -- | -------------------- | ----------------- | ------------------------------ | ------------------------------ | ---------------------------- | ----- | ----- |
| 01 | Poljska              | poljski jezik     | Justyna Steczkowska            | "Sama"                         | Sama                         | 18    | 15    |
| 02 | Irska                | angleški jezik    | Eddie Friel                    | "Dreamin'"                     | Sanjati                      | 14    | 44    |
| 03 | Nemčija              | nemški jezik      | Stone & Stone                  | "Verliebt in Dich"             | Zaljubljena vate             | 23    | 1     |
| 04 | Bosna in Hercegovina | bosanski jezik    | Davorin Popović                | "Dvadeset prvi vijek"          | Enaindvajseto stoletje       | 19    | 14    |
| 05 | Norveška             | norveški jezik    | Secret Garden                  | "Nocturne"                     | Nokturno                     | 1     | 148   |
| 06 | Rusija               | ruski jezik       | Philipp Kirkorov               | "Колыбельная для вулкана"      | Uspavanka za vulkan          | 17    | 17    |
| 07 | Islandija            | islandski jezik   | Björgvin Halldórsson           | "Núna"                         | Sedaj                        | 15    | 31    |
| 08 | Avstrija             | nemški jezik      | Stella Jones                   | "Die Welt dreht sich verkehrt" | Svet se vrti v napačno smer  | 13    | 67    |
| 09 | Španija              | španski jezik     | Anabel Conde                   | "Vuelve conmigo"               | Vrni se z menoj              | 2     | 119   |
| 10 | Turčija              | turški jezik      | Arzu Ece                       | "Sev"                          | Ljubezen                     | 16    | 21    |
| 11 | Hrvaška              | hrvaški jezik     | Magazin & Lidija Horvat-Dunjko | "Nostalgija"                   | Nostalgija                   | 6     | 91    |
| 12 | Francija             | francoski jezik   | Nathalie Santamaria            | "Il me donne rendez-vous"      | On me povabi na zmenek       | 4     | 94    |
| 13 | Madžarska            | madžarski jezik   | Csaba Szigeti                  | "Új név a régi ház falán"      | Novo ime na steni stare hiše | 22    | 3     |
| 14 | Belgija              | francoski jezik   | Frédéric Etherlinck            | "La voix est libre"            | Glas je svoboden             | 20    | 8     |
| 15 | Združeno kraljestvo  | angleški jezik    | Love City Groove               | "Love City Groove"             | Groove mesta ljubezni        | 10    | 76    |
| 16 | Portugalska          | portugalski jezik | Tó Cruz                        | "Baunilha e chocolate"         | Vanilija in čokolada         | 21    | 5     |
| 17 | Ciper                | grški jezik       | Alexandros Panayi              | "Στη φωτιά"                    | V ognju                      | 9     | 79    |
| 18 | Švedska              | švedski jezik     | Jan Johansen                   | "Se på mig"                    | Poglej me                    | 3     | 100   |
| 19 | Danska               | danski jezik      | Aud Wilken                     | "Fra Mols til Skagen"          | Od Molsa do Skagna           | 5     | 92    |
| 20 | Slovenija            | slovenski jezik   | Darja Švajger                  | "Prisluhni mi"                 | Prisluhni mi                 | 7     | 84    |
| 21 | Izrael               | hebrejski jezik   | Liora                          | "אמן"                          | Amen                         | 8     | 81    |
| 22 | Malta                | angleški jezik    | Mike Spiteri                   | "Keep Me In Mind"              | Ohrani me v mislih           | 10    | 76    |
| 23 | Grčija               | grški jezik       | Elina Konstantopoulou          | "Ποια προσευχή"                | Katera molitev               | 12    | 68    |